# 江東区立東川小学校
江東区立東川小学校（こうとうくりつ とうせんしょうがっこう）は、江東区住吉に所在する区立小学校。全校生徒数約350名（2022年度）。

## 歴史
1873年に開校（開校当時から今の場所まで3度移設されている）。
元は附属幼稚園もあった（東川幼稚園）。
2023年に開校150年を迎えた。
また一度校名を深川小学校の設立により名前を譲ったことがある

## 校長
安田　照雄

## 沿革
- 1873年（明治6年）1月 - 深川区本村町（猿江二丁目九番地）広済寺の堂宇を借り、幼学院と名づけ、児童を教育。
- 1874年（明治7年）
  - 5月 - 第六学中区八番小学深川学校として認可され、東町5番地（猿江端付近）に移転。
  - 9月 - 第六中学区第七番公立小学校深川学校として開校。
- 1875年（明治8年）
  - 1月 - 深川小学校の設立にあたり、校名をゆずり、第六中学区第七番公立小学東川学校と改称し、猿江町16番地に移転。
  - 3月 - 村岡勲、初代校長に就任。
- 1883年（明治16年）9月 - 深川上大島1丁目に移転。
- 1885年（明治18年）
  - 2月 - 加藤誠馬、第二代校長に就任。
  - 5月 - 山本芳太郎、第三代校長に就任。
- 1886年（明治19年）4月 - 小学校令により東川尋常小学校と改称。
- 1890年（明治23年）10月 - 山﨑彌太郎、第四代校長に就任。
- 1893年（明治26年）12月 - 東町六番地に移転。
- 1897年（明治30年）10月 - 校舎を新築。
- 1905年（明治38年）2月 - 加藤木春次郎、第四代校長に就任。
- 1908年（明治41年）10月 - 現在地に新校舎ができ、同月3日に移転し、この日を開校記念日と定めた。
- 1916年（大正5年）8月 - 今省三、第六代校長に就任。
- 1922年（大正11年） - 屋内体操場と教室を増築。
- 1923年（大正12年）9月1日 - 正午頃に発生した関東大震災により、全校舎が焼失した。
- 1924年（大正13年）5月 - 焼け跡に校舎ができる。
- 1927年（昭和2年）
  - 3月 - 佐々木泰次郎、第7代校長に就任。
  - 6月 - 鉄筋コンクリート校舎ができる。
- 1930年（昭和5年）9月 - 波々伯部金次郎、第八代校長に就任。
- 1931年（昭和6年）7月 - 三上策郎、第九代校長に就任。
- 1935年（昭和10年）2月 - 校旗・校歌制定。
- 1938年（昭和13年）8月 - プール完工。
- 1941年（昭和16年）4月 - 国民学校令により、東川国民学校と改称。
- 1943年（昭和18年）5月 - 真喜屋實重、第十代校長に就任。
- 1944年（昭和19年）8月 - 新潟県へ学童集団疎開。
- 1945年（昭和20年）3月 - 東京大空襲で校舎の大部分が焼失。
- 1947年（昭和22年）4月 - 学制改革により、東川小学校と改称。給食始まる。
- 1948年（昭和23年）9月 - 小林亮、第十一代校長に就任。
- 1950年（昭和25年）3月 - 校舎復興。
- 1953年（昭和28年）11月 - 文部省実験指定協力校研究発表（算数）。
- 1955年（昭和30年）
  - 2月 - 文部省・東京都指定研究発表（算数）。
  - 10月 - 鈴木祐次、第十二代校長に就任。
- 1958年（昭和33年）4月 - 渡辺彦平、第十三代校長に就任。
- 1961年（昭和36年）12月 - 都・区教育委員会研究協力校研究発表会（道徳）。
- 1962年（昭和37年）5月 - 特殊学級（なかよし学級）開設。
- 1965年（昭和40年）4月 - 門田正秀、第十四代校長に就任。
- 1967年（昭和42年）11月 - 江東区教育委員会研究協力校研究発表会（体育）。
- 1969年（昭和44年）4月 - 朝倉徹、第十五代校長に就任。
- 1970年（昭和45年）4月 - 江東区立東川幼稚園併設。
- 1972年（昭和47年）2月 - 江東区教育委員会研究協力校研究発表会（思考力を高める学習活動）。
- 1974年（昭和49年）12月 - 開校百周年記念・新校舎・新園舎落成記念式典挙行。新校旗作成。
- 1976年（昭和51年）
  - 4月 - 大崎正二、第十六代校長に就任。
  - 8月 - 屋上プール完成。
- 1977年（昭和52年）11月 - 江東区教育委員会研究協力校研究発表会（一人一人の能力に応じる指導）。
- 1979年（昭和54年）4月 - 長峰信男、第十七代校長に就任。
- 1982年（昭和57年）3月 - 江東区生活指導推進校誌上発表。
- 1983年（昭和58年）
  - 4月 - 石田美佐雄、第十八代校長に就任。
  - 10月 - 江東区教育委員会研究協力校研究発表（道徳的実践力を伸ばす指導）。
- 1986年（昭和61年）10月 - 校歌碑除幕式挙行。
- 1987年（昭和62年）4月 - 山根博、第十九代校長に就任。
- 1990年（平成2年）4月 - 粟野繁雄、第二十代校長に就任。
- 1991年（平成3年）12月 - 江東区教育委員会研究協力校研究発表（国語）。
- 1993年（平成5年）9月 - 図書室、コンピューター室設置。
- 1994年（平成6年）
  - 3月 - 江東区国際理解教育推進校誌上発表。戦後五十年目の卒業式。
  - 4月 - 廣瀬喬、第二十一代校長に就任。
- 1996年（平成8年） - 体育館改修工事。
- 1997年（平成9年）4月 - 松原英機、第二十二代校長に就任。
- 1998年（平成10年）
  - 2月 - 江東区教育委員会心身障害教育協力校誌上発表。
  - 3月 - 江東区立東川幼稚園廃止。
- 2000年（平成12年）
  - 時期不明 - 校舎改修工事。
  - 11月 - 江東区教育委員会研究協力校研究発表 （総合的な学習の時間）。
- 2002年（平成14年）4月 - 藤沢千代勝、第二十三代校長に就任。
- 2003年（平成15年）1月 - 東京都教育委員会人権尊重教育推進校発表（生活科・総合的な学習の時間）。
- 2006年（平成18年）
  - 3月 - ビオトープ完成。
  - 4月 - 通級指導学級（ひまわり教室）設置。
- 2007年（平成19年）4月 - 実川栄一、第二十四代校長就任。
- 2008年（平成20年）4月 - 東京都スポーツ推進校指定。
- 2010年（平成22年）11月 - 江東区研究協力校研究発表（体育）東京都健康づくり優良校表彰。
- 2011年（平成23年）
  - 4月 - 大野幾子、第二十五代校長に就任。同月、きっずクラブこうとう開設。校舎改修工事。
  - 12月 - 太陽光発電設置。
- 2012年（平成24年）4月 - 江東区教育課題研究校（特別支援教育）。
- 2014年（平成26年）3月 - 東京都子供の体力向上推進優秀校として表彰。
- 2015年（平成27年）11月 - 江東区教育委員会研究協力校発表会（算数）。
- 2016年（平成28年）4月 - 鈴木慈、第二十六代校長に就任。
- 2018年（平成30年）11月 - 江東区教育委員会研究協力校発表会（特別の教科・道徳）。
- 2019年（平成31年）4月 - 石川加子、第二十七代校長に就任。
- 2021年（令和3年）4月 - 安田照雄、第二十八代校長に就任。
- 2023年（令和5年）10月3日 - 開校150周年を迎え、マスコットキャラクターに東仙人と名付けられた。

## 通学区域
出典
- 扇橋2丁目（10番3号）
- 猿江1丁目（全域）
- 猿江2丁目（1番～11番）
- 住吉1丁目（全域）
- 住吉2丁目（1番～7番、10番～14番）

## 進学先中学校
出典
- 江東区立深川第七中学校

## 交通アクセス
- 東京メトロ半蔵門線、都営地下鉄新宿線住吉駅から、徒歩5分。
- 都営バス「錦13」（甲・乙）・「錦11」・「東20」の各系統で、「住吉1丁目」停留所下車後、徒歩2分。